# Ommata castanea
Ommata castanea là một loài bọ cánh cứng trong họ Cerambycidae.